# The Hollow - La notte di Ognissanti

## Trama
Ian Cranston, ultimo discendente di Ichabod Crane, ignaro delle "gesta" del proprio antenato, fa ritorno a Sleepy Hollow. Ciò che il giovane non sa, è che lo spirito del cavaliere senza testa s'è risvegliato, ed è pronto a mietere le teste di giovani, ignare vittime. Ian dovrà affrontare il suo passato, ma soprattutto la minaccia del presente, difendendo Sleepy Hollow e i suoi abitanti, così come fece un tempo il suo bisnonno.